# Wendy Padbury
Wendy Padbury, née le 7 décembre 1947, est une actrice anglaise ayant tourné dans de nombreuses séries télévisées britanniques et est principalement connue pour son rôle de Zoe Heriot dans la série anglaise Doctor Who.

## Carrière
Wendy Padbury se fait remarquer en 1966 dans un programme Radio-crochet nommé Search For A Star (« A la recherche d'une star ») Ce qui la conduit à jouer dans le Soap opera Crossroads le rôle de Stephanie Harris, la fille adoptive de la protagoniste Meg Mortimer (Noele Gordon).

### Doctor Who
En l'année 1968 l'actrice Deborah Watling arrête la série Doctor Who après une année de tournage fatigante et Wendy Padbury est engagée pour tenir le rôle de sa remplaçante, l'astronaute surdouée Zoe Heriot. Elle apparaît pour la première fois en avril 1968 dans le sérial « The Wheel in Space » Elle devient assez proche de ses partenaires de jeux Frazer Hines et Patrick Troughton qui retiennent d'elle sa capacité à faire des blagues et à raconter des histoires entre deux tournages. La BBC ayant supprimé de nombreux épisodes dans les années 1970, une petite partie des épisodes la mettant en scène sont considérés comme disparus.
Elle quitte la série en même temps que Frazer Hines et Patrick Troughton à l'issue de l'épisode « The War Games » dont la diffusion se termine fin juin 1969. Elle reprend ce rôle dans « The Five Doctors » l'épisode chargé de célébrer les 20 ans de la série et joue en 1974 le rôle de Jenny dans une pièce de théâtre adaptée de Doctor Who, Doctor Who and the Daleks in the Seven Keys to Doomsday avec Trevor Martin en Docteur. Dans les années 1990, elle joue aussi un rôle dans Davros une pièce radiophonique dérivée de la série
Contrairement à de nombreux acteurs de l'époque, celle-ci n'apparaît pas souvent dans les conventions dédiées à la série, estimant avoir fait le tour de cette époque et avoir dit tout ce qu'elle avait à dire sur la série. Néanmoins elle revient à la convention "Gallifrey One" en 2009 car c'est celle-ci qui découvrit le talent de Matt Smith (le 11e Docteur) en le voyant jouer sur scène.

### Autres rôles
Elle présente à la télévision des émissions pour enfants comme Score With The Scaffold ou Freewheelers. Elle joue aussi dans le soap opéra Emmerdale à l'époque où son ancien partenaire Frazer Hines jouait aussi. Elle tient aussi un petit rôle dans le film d'horreur Blood on Satan's Claw.
Dans les années 1970, elle se tourne vers une carrière d'agent et de manager de carrière et a pour client d'autres acteurs de Doctor Who comme Nicholas Courtney, Colin Baker ou Mark Strickson.
Elle se marie avec l'acteur Melvyn Hayes avec lequel elle a deux enfants avant de divorcer.